# Antoni Trzeszczkowski
Antoni Włodzimierz Trzeszczkowski (ur. 2 czerwca 1902, zm. 29 czerwca 1977 w Warszawie) – polski malarz współczesny.

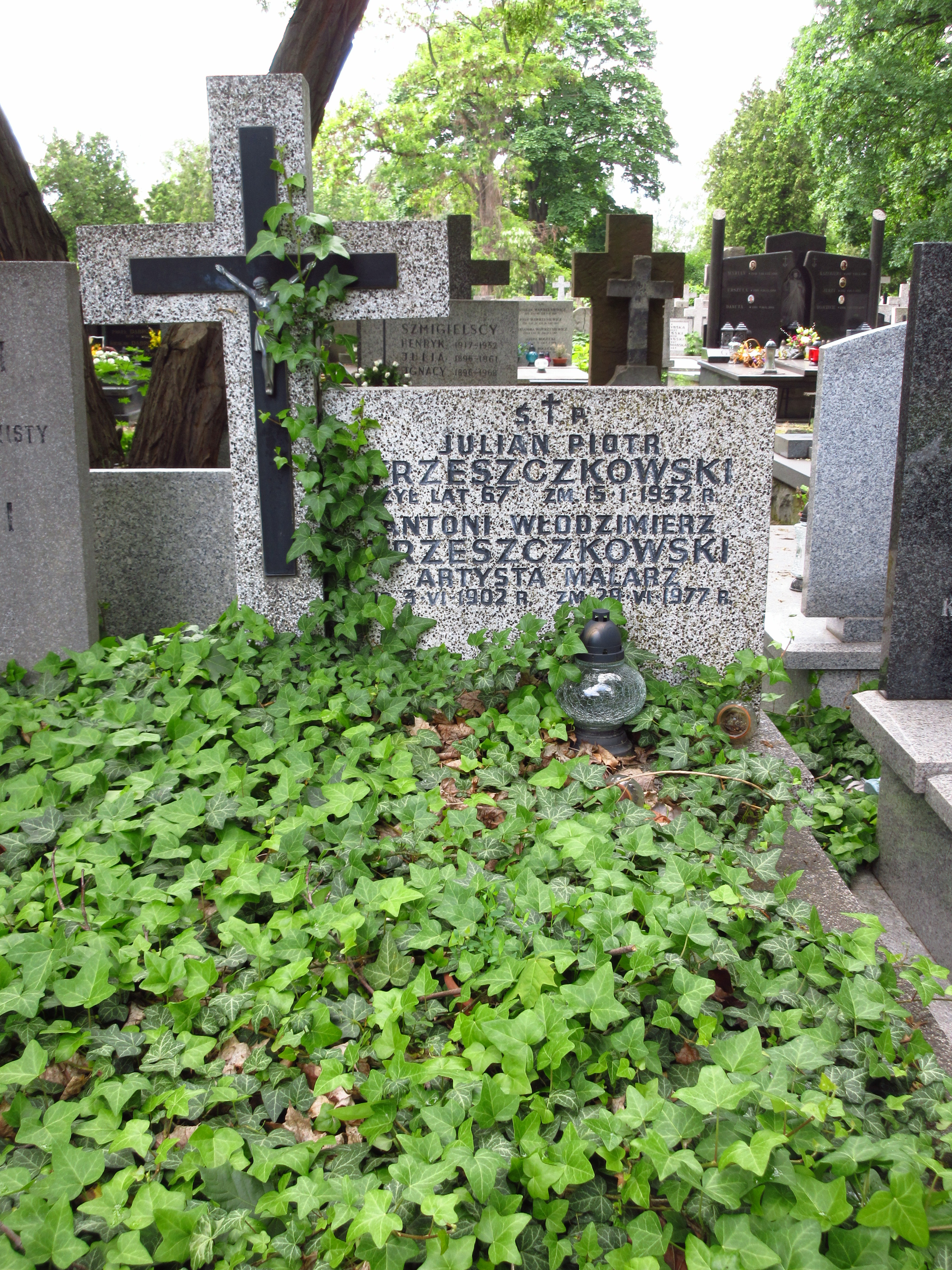
Grób Antoniego Trzeszczkowskiego na Cmentarzu Bródnowskim.

W młodości walczył w wojnie polsko-bolszewickiej w 1920, co miało znaczący wpływ na tematykę jego twórczości. Był twórcą licznych obrazów o treści batalistycznej, jego dzieła przedstawiają zwycięskie bitwy polskiego oręża, sceny konne, walkę husarii i ułanów. Wiele obrazów jego pędzla znajduje się w Muzeum Narodowym w Warszawie oraz we wrocławskim Arsenale. Stosował różne techniki malarskie, często są to akwarele, ale część stanowią dzieła malowane farbą olejną na tekturze. Był twórcą niezwykle płodnym toteż wiele z jego dzieł można na bieżąco spotkać na aukcjach. Pochowany na cmentarzu Bródnowskim (kwatera 77D-3-15). 